# Kanton Montmorillon
Kanton Montmorillon (fr. Canton de Montmorillon) je francouzský kanton v departementu Vienne v regionu Poitou-Charentes. Skládá se z osmi obcí.

## Obce kantonu
- Bourg-Archambault
- Jouhet
- Lathus-Saint-Rémy
- Montmorillon
- Moulismes
- Pindray
- Plaisance
- Saulgé